# Campiglossa subochracea
Campiglossa subochracea är en tvåvingeart som först beskrevs av Seguy 1934.  Campiglossa subochracea ingår i släktet Campiglossa och familjen borrflugor.
Artens utbredningsområde är Frankrike. Inga underarter finns listade.